# Décentralisation
Pour les articles homonymes, voir Redécentralisation d'Internet.
Ne doit pas être confondu avec Déconcentration.
La décentralisation consiste en un transfert de pouvoirs de l'État vers des personnes morales de droit public distinctes de lui. Elles disposent :
- d'une autonomie plus ou moins grande, selon le degré de décentralisation ;
- d'un budget propre.

Ces entités juridiques restent sous la surveillance de l'État, autorité de tutelle. La décentralisation est un système d'administration dans lequel le pouvoir de décision est exercé à la fois par l'État et par des personnes morales autonomes soumises au contrôle, au principe de légalité, des autorités étatiques. Autrement dit, la décentralisation consiste dans le transfert d'attributions de l'État à des collectivités ou institutions différentes de lui et bénéficiant, sous sa surveillance, d'une certaine autonomie de gestion.
Étant entendu que décentralisation rime avec autonomie, ses conditions sont au nombre de trois :
- Autonomie matérielle : la structure décentralisée jouit de la personnalité morale ; elle dispose d'un patrimoine et d'affaires propres — qualifiées le plus souvent d'affaires locales par opposition aux affaires nationales gérées par l'État ;
- Autonomie organique : les affaires de la structure décentralisée sont gérées par des organes qui sont propres à cette structure décentralisée ;
- Autonomie fonctionnelle : la structure décentralisée gère ses affaires plus ou moins librement.

Cette triple autonomie diffère de l'indépendance : la structure décentralisée reste sous la surveillance de l'État, sous le nom de contrôle de légalité ou parfois de tutelle (établissements publics — en droit administratif, la tutelle ne vise pas principalement à protéger les intérêts de la collectivité locale. Son objectif est de sauvegarder l'intérêt général contre d'éventuels excès des autorités locales. Quelques scandales concernant la gestion des ressources sont parfois observés dans des conseils régionaux ou départementaux).
On distingue la décentralisation territoriale qui s'applique aux collectivités locales et la décentralisation technique — ou fonctionnelle — concernant les institutions spécialisées dotées de la personnalité morale comme les établissements publics.
La décentralisation est le contraire de la centralisation.

## Typologie
Selon Dennis A. Rondinelli, professeur à l'Université du Wisconsin et soutenu par le Professeur Echraf Ouedrago de l'Université Laval, il y a quatre types majeurs de décentralisation :
- une décentralisation administrative (déconcentration[4]) ;
- une décentralisation fonctionnelle (délégation) ;
- une décentralisation politique (dévolution) ;
- une décentralisation structurelle (privatisation).

## Décentralisation par pays

### Décentralisation au Cambodge
Depuis 2002, un processus de décentralisation du pouvoir a été mis en place (tous les pouvoirs étant jusqu'alors concentrés dans les mains du Premier ministre Hun Sen). Le développement du Commune Development Planning (CDP) vise à transférer le pouvoir décisionnel aux communes pour les questions de développement économique, par l'intermédiaire de procédures de démocratie participative. L'exemple cambodgien est notable autant par l'enjeu que par la structure mise en place pour assurer la transition vers un système décentralisé.
La volonté réelle de décentralisation et de démocratisation du gouvernement Cambodgien suscite tout de même des doutes, notamment à la suite de la transmission du pouvoir le 26 Juillet 2023 à Hun Manet, fils de Hun Sen, qui était déjà commandant en chef des armées.

### Décentralisation en France
La France, qui a conservé l'optique d'une « république unie et indivisible », apparaît peu décentralisée par rapport aux États voisins, qui donnent généralement de plus grandes libertés d'action à leurs régions comme une structure clairement fédérale (comme l'Allemagne avec un système judiciaire local autonome, ses propres ministères et Parlements adossés aux Länder) ou avec des territoires autonomes. Des ébauches de décentralisation ont eu lieu en France dès les années 1960 (création de la DATAR en 1963 par de Gaulle, mais son référendum de 1969 sur la décentralisation échoue). Une première loi concernant les droits et libertés des communes, des départements et des régions est promulguée le 2 mars 1982. Cette première « loi Defferre » inaugure « l'acte 1 » d'une nouvelle répartition des pouvoirs. Le premier à parler de la régionalisation en France est Charles Brun. La France a connu trois « actes » de décentralisation.

### Décentralisation en Indonésie
L'expression consacrée, mais non officielle, pour désigner l'Indonésie est « État unitaire de la république d'Indonésie » (Negara Kesatuan Republik Indonesia ou NKRI). Cette expression fut formulée lors de la proclamation, le 17 août 1950, de la dissolution de la république des États-Unis d'Indonésie créée le 14 décembre 1949 en accord avec le gouvernement des Pays-Bas. Les années 1950 sont ensuite marquées par une série de mouvements insurrectionnels, parfois séparatistes. La répression de ces mouvements, d'une part donne un rôle politique accru à l'armée indonésienne, d'autre part renforce la tendance à la centralisation de l'État. Celle-ci s'exprime de la façon la plus violente durant la dictature de Soeharto (1966-98).
En 1999, le nouveau contexte créé par la démission de Soeharto amène à la promulgation de lois portant autonomie régionale. Les kabupaten, subdivisions des provinces, se voient ainsi conférer des prérogatives en termes d'administration et de gestion financière. L'Indonésie devient ainsi l'un des États du monde les plus décentralisés.

### Décentralisation au Mali
Au Mali, la décentralisation est présente dans les discours depuis l'indépendance mais il faut attendre la IIIe République pour qu'elle entre réellement dans les faits.
La loi du 11 février 1993 définit les collectivités territoriales du Mali qui sont les régions, le district de Bamako, les cercles, les communes urbaines et les communes rurales, chacune étant dotée de la personnalité morale et de l'autonomie financière et aucune ne peut établir ou exercer de tutelle sur une autre collectivité. Les collectivités s'administrent librement par des assemblées ou conseils élus qui élisent en leur sein un organe exécutif.
La loi du 16 octobre 1996 crée, sur l'ensemble du territoire national 684 communes qui s'ajoutent aux 19 communes existantes.

### Décentralisation en Mauritanie
Après le vote d'une première loi en 1986, la décentralisation est lancée en 1991 lorsque le gouvernement mauritanien décide de suivre les recommandations des organisations internationales.

## Décentralisation et pouvoirs locaux en Europe
Par la Charte européenne de l'autonomie locale, le Congrès des pouvoirs locaux et régionaux — qui représente 150 000 collectivités locales et régionales au sein du Conseil de l'Europe — a mis en place des règles communes aux pays membres du Conseil de l'Europe ayant apposé leur signature sur la Charte, le but étant de garantir l'acceptation et la protection de l'autonomie politique, administrative et financière des pouvoirs locaux. Ce suivi (monitoring) de la démocratie locale et régionale constitue l'activité la plus emblématique du Congrès des pouvoirs locaux et régionaux du Conseil de l'Europe. Le Congrès des pouvoirs locaux et régionaux favorise la démocratie locale et régionale, encourage le transfert et la régionalisation, la coopération transfrontalière entre les villes et les régions et la participation active des citoyens. Le Congrès effectue des visites de contrôle régulières dans tous les États membres pour évaluer leur mise en œuvre de la Charte européenne de l'autonomie locale, observer le fonctionnement des élections locales et régionales et organise des programmes de coopération dans ses États membres. Ses activités sont fondées sur les normes européennes communes prévues dans son traité de référence qui est la Charte européenne de l'autonomie locale.